# Port Dundas
Port Dundas war eine Whiskybrennerei in Glasgow, Schottland, die 2010 stillgelegt wurde.

## Geschichte
Die Brennerei wurde 1811 von Daniel McFarlane im heutigen Glasgower Stadtteil Port Dundas gegründet. Eine gleichnamige Brennerei wurde 1813 von Brown, Gourlie & Co errichtet. Beide produzierten den zu dieser Zeit üblichen Malt Whisky. 1845 wurde in beiden Brennereien Coffey Stills installiert und die Produktion somit auf Grain Whisky umgestellt. Beide Destillerien fusionierten 1877 und wurden Teil der Distillers Company Ltd (DCL). Ein Großbrand zerstörte 1903 größere Teile der Gebäude, die Brennerei wurde jedoch wiederaufgebaut. Die Distillers-Tochtergesellschaft Scottish Grain Distillers betrieben Port Dundas ab 1966 und modernisierten die Anlagen. 2009 kündigte der Eigentümer Diageo die Schließung der Brennerei an. 2010 wurde die Brennerei geschlossen.

## Produktion
Das zur Herstellung des Whiskys benötigte Wasser wurde ebenso wie von der Strathclyde-Brennerei dem Loch Katrine entnommen. Es wurde in drei Coffey Stills gebrannt, welche eine maximale Produktionskapazität von 390.000 hl besaßen.

## Abfüllungen
Der produzierte Whisky wird zur Herstellung von Blends verwendet. Die Brennerei hat bisher keine Originalabfüllung herausgegeben; es existieren jedoch verschiedene Abfüllungen unabhängiger Abfüller.